# Bistum Blumenau
Das Bistum Blumenau (lateinisch Dioecesis Florumpratensis, portugiesisch Diocese de Blumenau) ist eine römisch-katholische Diözese mit Sitz im brasilianischen Blumenau im Bundesstaat Santa Catarina.
Am 19. April 2000 wurde aus Gebieten des Erzbistums Florianópolis und der Diözesen Joinville und Rio do Sul das Bistum Blumenau gegründet. Erster Bischof wurde der Weihbischof von São Paulo, Angélico Sândalo Bernardino PIME. Am 5. November 2024 wurde das Bistum Blumenau der neu errichteten Kirchenprovinz Joinville zugeordnet.

## Liste der Bischöfe von Blumenau
| Name                             | von              | bis              |
| -------------------------------- | ---------------- | ---------------- |
| Angélico Sândalo Bernardino PIME | 19. April 2000   | 18. Februar 2009 |
| Giuseppe Negri PIME              | 18. Februar 2009 | 29. Oktober 2014 |
| Rafael Biernaski                 | 24. Juni 2015    |                  |